# 勇气默示录2 终结次元
《勇气默示录2 终结次元》是Silicon Studio和史克威尔艾尼克斯为任天堂3DS开发的电子角色扮演游戏。是任天堂3DS游戏《勇气默示录》的续作。

## 故事
在《勇氣默示錄》故事兩年半後，風之巫女安妮雅絲（Agnes）成為了水晶正教的新教宗。她與變得和平的依丹利亞國總元帥巴里弗（Braev）準備結束長年敵對關係，簽署為盧森達克帶來和平的條約。但於簽約儀式的現場，一位來自新國度古蘭斯王國的蒙面領袖凱撒（Kaiser），與及他的隨從仙女安妮（Anne）從中作梗，將安妮雅絲身邊的貼身水晶衛隊打得落花流水，繼而將之擄回他們的空中要塞。在水晶正教作為高級純血派的衛隊隊長阿耀（Yew）於事故後甦醒，旋即想帶著兩位隊員一起潛入要塞，卻失望地發現兩人正是古蘭斯王國派來的奸細。幸而安妮雅絲遺下了水晶碎片，引導阿耀在對壘前線的重鎮聚集同伴––已成為巴里弗元帥重要左右手的女兒依迪阿（Edea）、上集結局陷入沉睡後因不明原因被喚醒的提斯（Tiz）、以及在魔王攻擊月亮故鄉後倖存，並想從地表查明世界真相的馬格諾利亞（Magnolia）。馬格諾利亞更是帶著一個隱含技能的神秘沙漏，讓眾人具備限時內釋放自己全力的新技能。他們出動之際，赫然發覺凱撒原來已隨著要塞逃至非常遙遠的地方。
在安妮雅絲秘密協助和神秘登場的紫筆人引導下，眾人不斷向要塞靠近，同時也發現許多上集職人的新動向，亦有很多新的相遇，而對馬格諾利亞而言一切顯然較陌生和新奇。他們於旅途上遇到一隻妖狐，從其得悉盧森達克存在一把性質有別於水晶力量，但亦是重要存在的奮勇之劍。不久過後，妖狐突然以重演事件的幻術，套出阿耀曾經為哥哥丹尼（Denys）將奮勇之劍拿下，卻料不到代價是對方的右手，且無法於人類的手上存續，間接使家族決裂。一行人看穿妖狐有惡意後奮起抵抗，使之從這個時空撤退。臨走前她告知阿耀，曾經親睹其家族祖先如何以殘酷方式制止過去的大災厄，並期待他在這次旅程會為家族造就甚麼歷史。
及後他們在火之水晶宮殿停留時，發現水晶再次達到當年用作開啟連結世界光柱的狀態，而關鍵似乎是在於凱撒得到的一個時空羅盤。他們於是趕往水之水晶的所在地，從中得悉神秘的紫筆人原來是天界的個體阿特雷（Atlair）。他吐露自己的真身魂魄在兩年前融入提斯以內，才會使之甦醒。而就著由月亮被攻擊開始的事態，他懷疑是其一路尋找的另一天界個體––愛人維嘉（Vega）之力量所造成的，而時空羅盤本來亦是他為了有朝一日接回維嘉而製成的，所以他決意在這次旅程借用提斯的軀殼仔細觀察敵方的舉動。同時間，凱撒逼令安妮雅絲祝福水之水晶，並命令從水晶衛隊倒戈的二人擋下阿耀一行人的進攻。結果即使成功擊敗二人，都阻止不到光柱重現。但正當凱撒要帶著安妮雅絲策動回溯，安妮突然自我主張把他們送到遙遠未來，並以光柱力量將月亮炸毀。大家努力打倒邪惡的安妮，惟隨著月亮崩壞，全世界的時間和生態認知都被打亂，陷入新的危機中。
不忍其他月亮族人跟盧森達克完全敗亡的馬格諾利亞，決定與眾人釋放沙漏最深層的力量，以其旅程一路以來盛載的意志與感情進行奮勇的第二次，回溯至簽約儀式前率先阻止凱撒的行動。大家將凱撒的面具脫下，驚覺其正是阿耀的哥哥丹尼。丹尼落荒而逃，打算請求衛隊奸細幫忙之際，阿耀一行人成功以早前戰鬥得知的事情說服他們不要犧牲，繼而將丹尼逼至位處當地的墓堂。丹尼開始解釋當年得悉家族如何令水晶正教陷入腐敗，繼而與父親爭執，並因其母親血統非純正，而被留難要取得奮勇之劍，引發後續阿耀幫助拿下，以及最終憤然離開的事情。在安妮某天突然出現，將時空羅盤交予他，以及上集眾人證實光柱穿越時空的可能性後，他發誓要回到過去將其血脈連根拔起去阻止一切悲劇。成立新的國家，正正是要聚集水晶正教內銳意倒戈的同道之士。阿耀於是本著其旅程上的覺悟和正義之心，將哥哥擊倒了。安妮雅絲與巴里弗從會場趕過來，向丹尼解釋他們如何從過去的錯誤中覓得正確的方向，期望丹尼可以一同參與建設和平的世界。就此，一切的幕後黑手安妮，原來已趁著眾人不為意，逼使其他巫女開啟光柱，打算重演攻破月亮的一幕。丹尼憤然斬下其收藏力量的結晶，但無阻其喚出空中要塞原本的形態，也就是摧毀馬格諾利亞故鄉的魔王。丹尼繼而決定將時空羅盤蘊藏的力量全部釋放，成功將被抑制的魔王和自己一同送到時空的盡頭。
眾人從短暫的不省人事中甦醒過來，很快發現安妮在上集的大洞穴準備著召喚其他魔王的儀式。安妮正式宣認自己是上集黑幕艾莉的姐姐，但一直不屑對方侍奉的惡魔，會破壞其惡魔主人普羅費頓斯（Providence）以新生神姿態征服天界與盧森達克的宏願。她又指出蘊藏類似大洞穴力量的月亮，本來是最方便她連結世界的地方，所以才發生馬格諾利亞故鄉的事件。不忿的眾人合力將安妮打敗，而阿特雷亦在此時推斷維嘉是被普羅費頓斯禁錮和剝奪天界力量，於是決定和安妮雅絲等主動開通大洞穴，要將維嘉從殘酷的命運中解脫。阿耀一行人最終在時空隙縫的黑暗結界成功讓二個魂魄解放並回到天界，但同時被已經完全拿下維嘉力量的普羅費頓斯纏上。普羅費頓斯甚至直接向玩家表示他已看穿控制阿耀一行人的天界力量，意圖操控系統去刪除所有可以影響盧森達克的存檔。不過，阿耀為首的故事核心人物也終於覺悟到玩家的存在，感激玩家一路的支持，深信兩邊從來是一同全心奮勇向前，而並非普羅費頓斯所說的單方面施加痛苦。結果，大家集合了奮勇的意志，徹底解決了普羅費頓斯。
回到原本的時空後，提斯因著阿特雷的連結完全斷絕而倒下了。大家不想再分別之際，由上集開始一直支援提斯旅程，在系統上讓玩家存檔的旅者，向阿耀等人請求拿去神秘沙漏。及後她隨即進行時空跳躍，回到大洞穴最初出現的時刻。原來旅者回到了上集一開始，將這個看似普通的沙漏交給提斯。看似單純存檔和載入進度的道具，就此盛載了兩年半份量的意志與感情。跳躍回來後，旅者引導安妮雅絲為首的大家祈念，結果締造了另一個奮勇第二次的奇蹟。在她離開前，她表示自己是阿特雷與維嘉的重要朋友德尼卜（Deneb）。
一切過後，安妮雅絲完成最後的和平工作，辭任了教宗，並決定要與提斯結婚歸隱，回去重新建設的故鄉，渡過幸福的鄉村生活。阿耀面對自己意外發展的感情，趕去阻止馬格諾利亞回歸月亮，但原來對方亦心有靈犀，要以結婚為前提，留在地表跟其交往。至於依迪阿，則正式繼承父親的總元帥之位，在不抗拒青梅竹馬阿當尼斯的守護同時，默默地等候某人的回歸。這個人就是上集的同伴；於今集視乎一行人會否深入妖狐巢穴，才正式揭曉其曾經左右故事大局的鈴阿布拉（Ringabel）。他的特性使之被招請為時空的管理員之一，並在結尾於看到月亮的某處向上司匯報，指出本質實為惡魔劍鞘的奮勇之劍確實於這世界存在過，是他們尋找某件事物的第三個關鍵。

## 开发

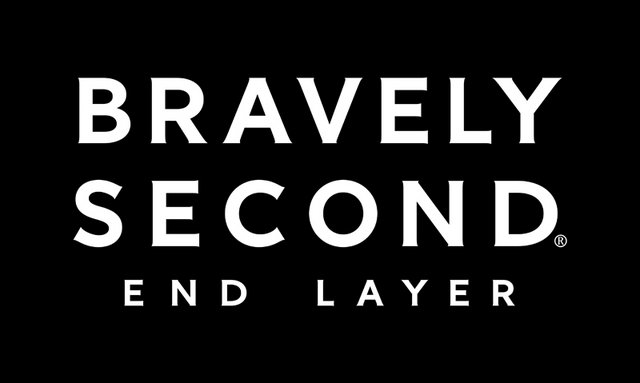
本作标志

最早关于《勇气默示录》续作的言论是在2012年12月，制作人浅野智也表示会应爱好者要求制作一部续作。2013年6月又出现了关于续作的言论，游戏开发者松野泰己在推特上宣称，擔任角色設定兼美術總監的吉田明彦已經在進行《勇气默示录》续作的製作。2013年8月史克威尔艾尼克斯公布了原版游戏的完全版《勇气默示录 For the Sequel》，它使用开发续作的新游戏性理念。史克威尔艾尼克斯在2013年9月注册“Bravely Second”商标，并在2013年12月期的《Jump》杂志上正式宣布游戏名称——根据“勇气默示录 For the Sequel”游戏机制命名的“勇气默示录2”。随之公布的只有游戏平台为任天堂3DS。尚未有非日本（或日语）版本发行的公告。游戏在2013年12月大约完工30%。
2013年12月有消息透漏吉田已经离开史克威尔，但他称仍计划创作勇气默示录游戏。虽然他称《勇气默示录2》仍然延续前作的动画画风，但角色略微靠近现实比例，低身长设计略有弱化。最初的討論之下诞生了马格诺利娅身着宇航服或兔耳的理念，但最終因為“成人外观”而废弃，开发人员认为某些重要元素在第一作中有失。浅野还确认游戏会延续前作的故事导向，而非改为探险导向。2014年4月，制作人浅野在《Fami通》的传言栏中宣称游戏剧本已经完成。《Fami通》杂志在2014年7月下旬报道Revo因时间表冲突，将不再为游戏谱写原声，Supercell乐团的Ryo将接替此职务。

## 评价
中国大陆电子游戏杂志《游戏机实用技术》打出24/30的高分，称赞游戏比前作更加庞大的职业系统。

## 后续
2019年12月，史克威尔艾尼克斯在游戏大奖2019上公布了《勇气默示录II》，游戏将计划于2020年在任天堂Switch上发售。